# Новий Ліпськ
Новий Ліпськ (пол. Nowy Lipsk) — село в Польщі, у гміні Ліпськ Августівського повіту Підляського воєводства.
Населення — 129 осіб (2011).
У 1975-1998 роках село належало до Сувальського воєводства.

## Демографія
Демографічна структура станом на 31 березня 2011 року:
|          | Загалом | Допрацездатний вік | Працездатний вік | Постпрацездатний вік |
| -------- | ------- | ------------------ | ---------------- | -------------------- |
| Чоловіки | 64      | 8                  | 40               | 16                   |
| Жінки    | 65      | 6                  | 33               | 26                   |
| Разом    | 129     | 14                 | 73               | 42                   |